# マリア四郎
マリア四郎 （マリア しろう、1947年11月30日 - ）は、日本の歌手,作詞家。本名は宮崎幹夫（みやざき みきお）。

## 来歴
鹿児島県出身。芸名は聖母マリアと天草四郎のイメージの融合からとのことである。
1968年1月25日に発売された『傷恋』（日本コロムビア）はオリコンで最高72位を記録。その他、日本コロムビアからは3枚のレコードを発売。
1970年代に入ってからは、本名を平仮名表記にしたみやざきみきお名義として作詞家としても活躍、1973年2月には自身も『シクラメン・ブルース』（ポリドール）で歌手として再デビューしている。なお、このレコードのジャケット写真は本人のオールヌードである。
舌を使ったり叫ぶように歌ったり、本当にもだえるように歌ったりと、その癖の有り過ぎるほどの歌い方が特徴的で、『もだえ』（『傷恋』のB面曲）がTBSラジオの『コサキンDEワァオ!』で“コサキンソング”として紹介されている。いわく「ナヨッとしたホゲ声」ということである。

## 主な楽曲
以下は日本コロムビアから
- 傷恋 （B面『もだえ』） 1968年1月25日発売、SAS-1031
- 恋情 （B面『恋のふきだまり』） 1968年6月発売、SAS-1119
- 女の裏町 （B面『あなたの愛を知りました』） 1969年2月1日発売、SAS-1231

以下はポリドールから（『みやざきみきお』名義）
- シクラメン・ブルース （B面『海猫』）

※それぞれ、後に1992年 - 1993年に発売された『幻の名盤解放歌集』の日本コロムビア編とポリドール編にも収録されている。

## 主な歌詞提供曲
- ボネ『泣かないでママ』
- ザ・ランブラーズ『愛の祈り』
- 藤井明美『運命』
- 亀淵友香『ひとりぼっちのトランプ』